# 斯托揚卡
50°27′30″N 30°13′48″E / 50.45833°N 30.23000°E
斯托揚卡（烏克蘭語：Стоянка）是位於烏克蘭北部的村莊，由基辅州布恰区的比洛霍羅德卡市鎮負責管轄。該村始建於1600年，面積0.61平方公里，海拔高度122米，2001年人口405，人口密度每平方公里660.7人。